# Bisanthe menyharthi
Bisanthe menyharthi es una especie de mantis de la familia Mantidae. Presenta dos subespecies: Bisanthe menyharthi raggei y Bisanthe menyharthi menyharthi.

## Distribución geográfica
Se encuentra en África.